# Allergen
Et allergen er et stof, som kan frembringe allergi. Blandt allergener kan nævnes nogle tungmetaller, hvor især nikkel og krom er stærkt allergifremkaldende. Ligeledes kan proteiner i fødevarer og pollen fremkalde allergi, ligesom dyrehår og husstøvmider kan det.